# Rynge station
Rynge station, idag Rynge driftplats, är en mötesstation på Ystadbanan som 1896–1965 var en bemannad järnvägsstation med poststation där stationsföreståndaren också tog hand om postgöromålen, och till 1975 en obemannad hållplats.
Kring Rynge station uppstod ett stationssamhälle som till 2015 var klassificerat som småorten Rynge men sedan dess räknas till tätorten Rynge och Vallösa.
Sedan 1990 har den enkelspåriga Ystadbanan haft kapacitetsproblem. Därför byggdes ett nytt kilometerlångt mötesspår, med början 200 meter öster om den tidigare stationen, som togs i bruk i april 1996.